# Z życia marionetek
Z życia marionetek  (niem. Aus dem Leben der Marionetten) – szwedzko-zachodnioniemiecki film fabularny z 1980 roku w reżyserii Ingmara Bergmana.

## Opis fabuły
Peter Egerman brutalnie morduje młodą prostytutkę Katarzyna Krafft i spędza noc w peep show z jej ciałem. Film składa się z retrospekcji oraz zapisów przesłuchań rodziny i przyjaciół Egermana, z tych relacji  wyłania się obraz człowieka popadającego w depresję, obraz rozpadu jego małżeństwa, mieszania się miłości z nienawiścią. 

## Obsada
- Robert Atzorn – Peter Egermann
- Heinz Bennent – Arthur Brenner
- Walter Schmidinger – Tim
- Lola Müthel – Cordelia Egermann
- Gaby Dohm – Sekretarka
- Christine Buchegger – Katarina Egerman
- Rita Russek – Ka
- Martin Benrath – Mogens Jensen
- Ruth Olafs – Pielęgniarka